# FC Tulsa
Pour les articles homonymes, voir Roughnecks de Tulsa.
Maillots
Actualités
Dernière mise à jour : 19 mai 2023.
Le Football Club Tulsa (anciennement les Roughnecks de Tulsa jusqu'en 2019) est une franchise de soccer professionnel basée à Tulsa, dans l'État de l'Oklahoma, fondée en 2013. La franchise évolue en USL Championship, le deuxième niveau dans la hiérarchie nord-américaine.

## Histoire
Le 18 décembre 2013, Tulsa devient une nouvelle franchise de la United Soccer League pour la saison 2015.
La franchise est administrée par Jeff et Dale Hubbard, propriétaires des Drillers de Tulsa, une franchise de baseball de la Ligue mineure de baseball, évoluant dans la Texas League. Et Prodigal LLC, propriétaire de l'Energy d'Oklahoma City, un autre club de l'USL, sera propriétaire minoritaire de la franchise,. 
Le 26 février 2014, il est annoncé que la franchise se nommera les Roughnecks de Tulsa, rendant hommage aux Roughnecks qui ont joué en North American Soccer League de 1978 à 1984 (et vainqueur du Soccer Bowl de 1983). Le premier entraîneur-chef de l'histoire du club est l'ancien entraîneur des Hammerheads de Wilmington, David Irving.
Pour la première rencontre de son histoire, les Roughnecks fait un match nul de 1-1 lors du premier derby contre l'OKC Energy FC au ONEOK Field devant 8 335 spectateurs le 28 mars 2015. Brady Ballew inscrit le premier but de l'histoire de la franchise.
Le 15 février 2017, la franchise devient affiliée au Fire de Chicago, club de MLS.

## Palmarès et records

### Bilan par saison
| Année | Ligue | Saison régulière | Saison régulière | Saison régulière | Saison régulière | Saison régulière | Saison régulière | Saison régulière | Position | Position | Séries       | US Open Cup    | Affl. moy. saison régulière | Affl. moy. séries éliminat. |
| Année | Ligue | M                | V                | N                | D                | BP               | BC               | Pts              | Conf.    | Ligue    | Séries       | US Open Cup    | Affl. moy. saison régulière | Affl. moy. séries éliminat. |
| ----- | ----- | ---------------- | ---------------- | ---------------- | ---------------- | ---------------- | ---------------- | ---------------- | -------- | -------- | ------------ | -------------- | --------------------------- | --------------------------- |
| 2015  | USL   | 28               | 11               | 6                | 11               | 49               | 46               | 39               | 7e       | 14e      | Non qualifié | Troisième tour | 4 714                       | N/Q                         |
| 2016  | USL   | 30               | 5                | 4                | 21               | 25               | 64               | 19               | 15e      | 29e      | Non qualifié | Second tour    | 3 950                       | N/Q                         |
| 2017  | USL   | 32               | 14               | 4                | 14               | 46               | 49               | 46               | 7e       | 12e      | Premier tour | Quatrième tour | 3 851                       | N/A                         |

### Meilleurs buteurs par saison
| Année | Meilleurs buteurs | Meilleurs buteurs |
| Année | Joueurs           | Buts              |
| ----- | ----------------- | ----------------- |
| 2015  | Sammy Ochoa       | 9                 |
| 2016  | Sammy Ochoa       | 11                |
| 2017  | Ian Svantesson    | 11                |

## Infrastructures

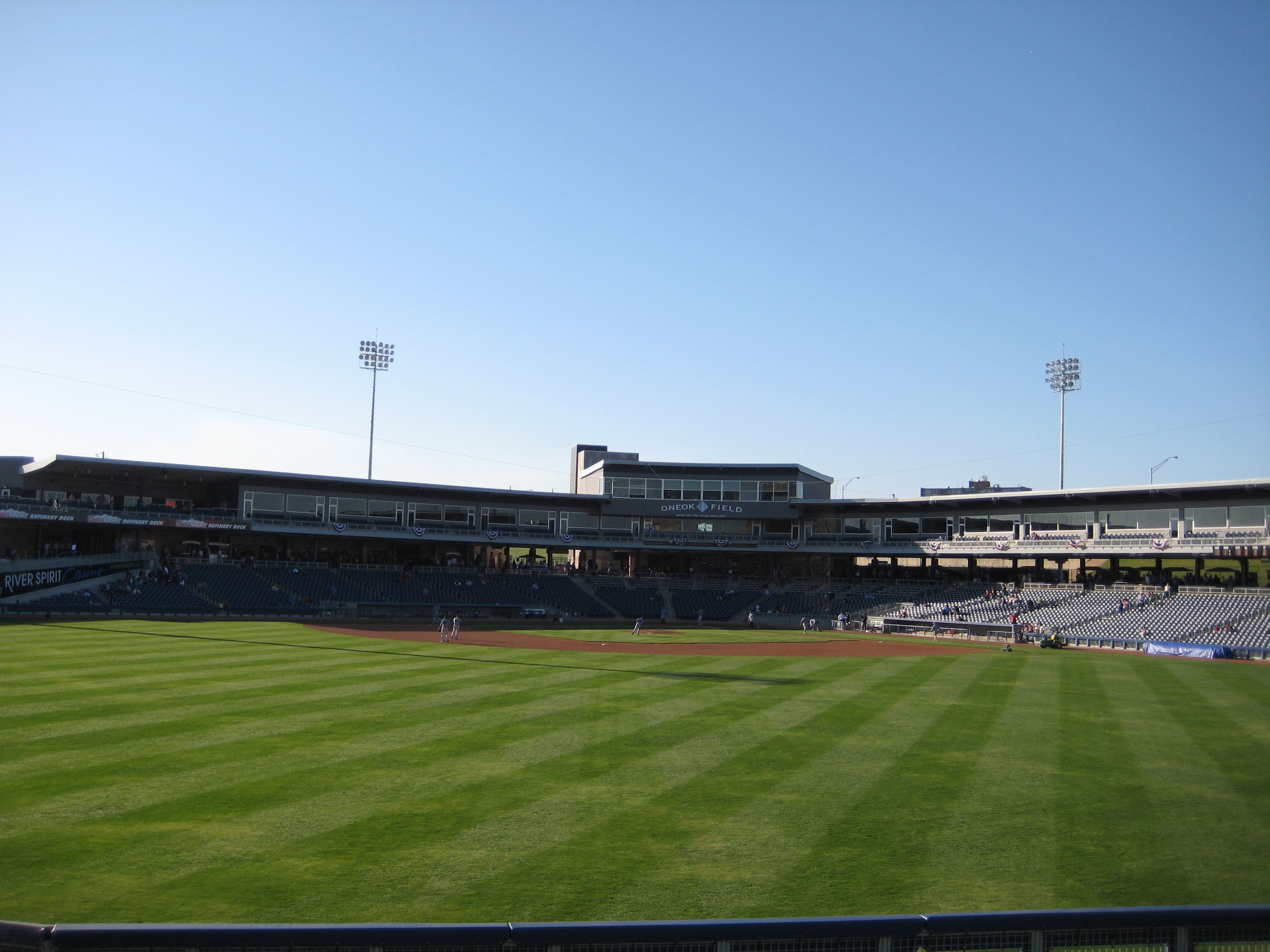
L'équipe jouera ses saisons au ONEOK Field.

### Stades
Le Roughnecks de Tulsa joue ses rencontres à domicile au ONEOK Field, une enceinte de baseball d'une capacité de 7 833 spectateurs. 

## Personnalités du club

### Entraîneurs
Le tableau suivant présente la liste des entraîneurs du club depuis 2015.
| Rang | Nom             | Période                    |
| ---- | --------------- | -------------------------- |
| 1    | David Irving    | 18 nov. 2014 - 6 déc. 2016 |
| 2    | David Vaudreuil | 6 déc. 2016 - 25 juin 2018 |
| 3    | Michael Nsien   | depuis le 25 juin 2018     |

### Effectif professionnel actuel
| N° | Nat.                    | Poste | Nom du joueur       |
| -- | ----------------------- | ----- | ------------------- |
| 1  | Drapeau des États-Unis  | G     | Sean Lewis          |
| 3  | Drapeau des États-Unis  | D     | Piercen Fisher      |
| 4  | Drapeau du Salvador     | D     | Ronald Rodriguez    |
| 5  | Drapeau de l'Angleterre | D     | Johnny Fenwick      |
| 7  | Drapeau des États-Unis  | A     | JJ Williams         |
| 8  | Drapeau de la Croatie   | M     | Petar Čuić          |
| 9  | Drapeau de la Jamaïque  | A     | Brian Brown         |
| 10 | Drapeau du Brésil       | M     | Rodrigo da Costa    |
| 11 | Drapeau du Salvador     | A     | Joaquín Rivas       |
| 12 | Drapeau du Brésil       | D     | Matheus Silva       |
| 13 | Drapeau de Cuba         | D     | Jorge Luis Corrales |
| 15 | Drapeau de Cuba         | D     | Adrián Diz          |
| 16 | Drapeau du Brésil       | D     | Gabriel Torres      |

| No. | Nat.                     | Position | Nom du joueur     |
| --- | ------------------------ | -------- | ----------------- |
| 17  | Drapeau des États-Unis   | M        | Abuchi Obinwa     |
| 19  | Drapeau des États-Unis   | M        | Aimar Membrila    |
| 20  | Drapeau des États-Unis   | M        | Ciaran Winters    |
| 21  | Drapeau du Canada        | M        | Kembo Kibato      |
| 22  | Drapeau des États-Unis   | D        | Bradley Bourgeois |
| 23  | Drapeau du Honduras      | A        | Marlon Ramírez    |
| 24  | Drapeau des États-Unis   | M        | Tony Mota         |
| 28  | Drapeau des États-Unis   | D        | Jesus Hernandez   |
| 30  | Drapeau d'Afrique du Sud | M        | Lebo Moloto       |
| 31  | Drapeau des États-Unis   | G        | Austin Wormell    |
| 33  | Drapeau des États-Unis   | D        | Josue Flores      |
| 44  | Drapeau des États-Unis   | M        | Eric Bird         |
| 92  | Drapeau de Cuba          | A        | Darío Suárez      |

## Logo et couleurs
Le 2 septembre 2014, la franchise dévoile le logo de l'équipe, les couleurs et les tenues. Les couleurs de la franchise sont l'orange et le bleu marine.

Ancien logo de 2014 à 2019.
Logo actuel.

## Soutien et image

### Groupes de partisans
Les principaux groupes de partisans des Roughnecks sont les Roustabouts, et La Uníon 918.

### Rivalités
Les Roughnecks partagent une rivalité dans l'État contre l'Energy d'Oklahoma City baptisée le Black Gold Derby. Les Roughnecks partagent également une rivalité régionale contre le San Antonio FC.